# トマス・ニュージェント (第4代ウェストミーズ伯爵)
第4代ウェストミーズ伯爵トマス・ニュージェント（英語: Thomas Nugent, 4th Earl of Westmeath、1669年 – 1752年6月30日）は、アイルランド王国の貴族。

## 生涯
デルヴィン卿クリストファー・ニュージェント（1680年以前没、第2代ウェストミーズ伯爵リチャード・ニュージェントの息子）とメアリー・バトラー（Mary Butler、1641年頃 – 1737年3月28日、リチャード・バトラーの娘）の息子として、1669年に生まれた。チャールズ2世の治世に150ポンドの年金を受給した。
1684年に祖父リチャードが死去すると、本来ならば兄リチャード（1714年4月没）がウェストミーズ伯爵の爵位を継承するはずであるが、1698年5月にジェームズ2世がアイルランド議会を招集したときに貴族院議員を務めたように、実際に爵位を名乗ったのは弟であるトマスだった。そして、1714年に兄リチャードが死去すると、トマスは名実ともに爵位を継承した。
トマスは中佐としてジェームズ2世のアイルランド軍に従軍、1個歩兵連隊と1個騎兵連隊を指揮したが、その結果として1691年5月11日に無法者と宣言された。1690年のボイン川の戦いや1691年のリメリック包囲戦に参戦、リメリックの降伏により捕虜になった後、無法者の宣言が取り消された。
1752年6月30日に死去、2人の息子に先立たれたため弟ジョンが爵位を継承した。

## 家族
1684年、マーガレット・ベリュー（Margaret Bellew、1700年没、初代ドゥーリークのベリュー男爵ジョン・ベリューの娘）と結婚、2男2女をもうけた。
- クリストファー（1752年4月12日没） - 1752年4月17日、バース修道院（英語版）に埋葬
- ジョン（1725年7月21日没） - 生涯未婚
- メアリー（1694年 – 1725年7月） - 1716年9月22日、第14代アセンリー男爵フランシス・バーミンガムと結婚、子供あり
- キャサリン - アンドリュー・ニュージェント（Andrew Nugent）と結婚、子供あり